# Okręty podwodne typu Swiftsure
Okręty podwodne typu Swiftsure – brytyjskie myśliwskie okręty podwodne z napędem jądrowym, uzbrojone w torpedy Spearfish oraz Tigerfish (S106 jedynie) oraz pociski rakietowe Sub Harpoon i Tomahawk SLCM. Ogółem zbudowano sześć jednostek tego typu, zaś okrętem prototypowym był HMS „Swiftsure”, który wszedł do służby 17 kwietnia 1973 roku, w 1992 roku zaś został wykreślony ze stanu floty.